# Mariage du prince Philippe et de Mathilde d'Udekem d'Acoz
Le mariage du prince Philippe, duc de Brabant et de Mathilde d'Udekem d'Acoz s'est déroulé le 4 décembre 1999 à la Cathédrale Saints-Michel-et-Gudule de Bruxelles, en Belgique. Le prince Philippe, en première position dans l'ordre de succession, est prince héritier au trône de Belgique.
Le mariage a été décrit comme l'événement social de la décennie en Belgique, c'était le dernier mariage royal du deuxième millénaire.

## Le couple
Le prince Philippe, duc de Brabant, est le fils aîné du roi Albert II et de la reine Paola. Mathilde d'Udekem d'Acoz quant à elle, est la fille de Patrick d'Udekem d'Acoz, un noble belge et d' Anna Maria Komorowska, une descendante de familles nobles polonaises telles que les princes Sapieha et les comtes Komorowski. Après la cérémonie de mariage, Mathilde est devenue officiellement princesse de Belgique ainsi que duchesse de Brabant le 8 novembre 1999 (publiée le 13 novembre 1999 et entrée en vigueur le 4 décembre 1999). En 2013, à la suite de l’abdication du roi Albert, le prince Philippe et la duchesse de Brabant sont devenus respectivement roi et reine des Belges. Mathilde est la première reine née en Belgique dans l'histoire du pays.
Le couple vit au château de Laeken et a quatre enfants :
- la princesse Élisabeth, née le 25 octobre 2001, duchesse de Brabant et princesse héritière ;
- le prince Gabriel, né le 20 août 2003 ;
- le prince Emmanuel, né le 4 octobre 2005 ;
- la princesse Éléonore, née le 16 avril 2008.

## Cérémonie de mariage
Le premier des principaux événements de la journée a eu lieu dans le cadre gothique de l’Hôtel de ville de Bruxelles où le prince Philippe et Mathilde d'Udekem d'Acoz ont contracté un mariage civil en français, néerlandais et allemand. La robe de mariée de Mathilde a été conçue par Edouard Vermeulen.
Le prince Philippe portait l'uniforme d'un colonel de l'armée de l'air belge,. Par la suite, le couple s'est rendu à la cathédrale voisine de Saint-Michel pour se marier selon les rites de l'Église catholique romaine. Une réception en soirée a eu lieu au Château de Laeken, résidence royale.

## Réactions et effets populaires
On a dit que la période précédant le mariage a suscité un sentiment positif généralisé en Belgique avec la possibilité d'une plus grande unité entre le nord néerlandophone du pays et le sud francophone. À l'occasion du mariage de Philippe et Mathilde, quelque 50 000 personnes se sont alignées dans les rues de Bruxelles. Jusqu'à 200 000 personnes étaient attendues, mais les chiffres inférieurs étaient peut-être dus au temps extrêmement froid de la journée. Après le mariage, certains universitaires de la culture populaire ont déclaré que le mariage avait eu un effet unificateur sur le peuple belge et avait marqué une nouvelle phase de positivité dans le pays. La BBC a cependant rapporté que les universitaires et les commentateurs politiques en Belgique jugeaient que la fracture nationale était trop grande pour que le mariage ait beaucoup d'effet.

## Liste des invités

### Famille royale de Belgique
- LL.MM. le roi Albert II et la reine Paola, parents du marié
- S.M. la reine Fabiola, tante (par mariage) du marié

#### Descendants de S.M. le roi des Belges, Albert II
- LL.AA.RR.II. la princesse Astrid, sœur du marié, et le prince Lorenz d'Autriche-Este
  - S.A.R. le prince Amedeo, neveu et filleul du marié
  - S.A.R. la princesse Maria Laura, nièce du marié
  - S.A.R. le prince Joachim, neveu du marié
  - S.A.R. la princesse Luisa Maria, nièce du marié
- S.A.R. le prince Laurent, frère du marié

#### Descendants de S.M. le roi des Belges, Léopold III
- LL.AA.RR. le prince Alexandre, oncle du marié, et la princesse Léa
- S.A.R. la princesse Marie-Esméralda, tante du marié, et Sir Salvador Moncada

### Famille Ruffo
- Le prince Fabrizio et Donna Luisa Cristina Ruffo di Calabria 
  - Le prince Fulco et la princesse Melba Ruffo di Calabria
  - Le prince Augusto Ruffo di Calabria
  - La princesse Imara Ruffo di Calabria
  - Le prince Alessandro Ruffo di Calabria
- Don Antonello et Donna Rosa Maria Ruffo di Calabria 
  - Don Lucio Ruffo di Calabria
  - Donna Claudia Ruffo di Calabria
- Flavia Porcari Li Destri
- Donna Mariella Ruffo di Calabria

### Famille d'Udekem d'Acoz
- Le comte Patrick d'Udekem d'Acoz et la comtesse Anne d'Udekem d'Acoz, parents de la mariée 
  - La comtesse Élisabeth d'Udekem d'Acoz, sœur de la mariée
  - La comtesse Hélène d'Udekem d'Acoz, sœur de la mariée
  - Le comte Charles-Henri d'Udekem d'Acoz, frère de la mariée
- Le comte Henri d'Udekem d'Acoz
- Le comte Raoul et la comtesse Françoise d'Udekem d'Acoz
- Le comte Michel et la comtesse Dominique Komorowski
- La comtesse Marie Komorowski et Gérard Braun
- M. Jean-Michel et Mme Rose Maus de Rolley
- La comtesse Gabrielle Komorowski
- M. et Mme. Alain et Christine de Brabant
- Le prince Alexandre Sapieha
- Le prince Stefan Sapieha

### Représentants étrangers

#### Membres de familles souveraines (régnantes)
- Danemark : S.M. la reine Margrethe II et S.A.R. le prince consort Henri de Laborde de Monpezat
- Espagne : 
  - S.M. la reine Sophie
  - S.A.R. le prince des Asturies Felipe
- Japon : LL.AA.RR. le prince héritier Naruhito et la princesse héritière Masako
- Jordanie : S.A.R. la princesse Rahma bint el-Hassan
- Liechtenstein : 
  - LL.AA.SS. le prince Hans-Adam II et la princesse Marie
  - S.A.S. le prince Wenzeslaus de Liechtenstein
  - LL.AA.RR.SS. le prince Nikolaus et la princesse Margaretha, cousine germaine du marié
- Luxembourg : 
  - LL.AA.RR. le grand-duc Jean et la grande-duchesse Joséphine-Charlotte, tante du marié
  - LL.AA.RR. le grand-duc héritier Henri, cousin germain du marié, et la grande-duchesse héritière María Teresa
  - S.A.R. le prince Jean, cousin germain du marié
  - LL.AA.RR. le prince Guillaume, cousin germain du marié, et la princesse Sibilla
- Maroc : 
  - S.A.R. la princesse Lalla Sumaya
  - S.A.R. la princesse Lalla Hasnaa
- Monaco : S.A.S. le prince héritier Albert
- Népal : S.A.R. le prince héritier Dipendra Bir Bikram Shah Dev
- Pays-Bas : 
  - S.M. la reine Beatrix
  - S.A.R. le prince d'Orange Willem-Alexander
  - S.A.R. le prince Constantijn
- Norvège : 
  - LL.MM. le roi Harald V et la reine Sonja
  - S.A.R. le prince héritier Haakon
  - S.A.R. la princesse Märtha Louise
- Royaume-Uni : S.A.R. le prince de Galles Charles
- Suède : LL.MM. le roi Charles XVI Gustave et la reine Silvia

#### Membres de familles souveraines (non régnantes)
- Autriche-Hongrie :
  - S.A.I. l'archiduc Carl Ludwig d'Autriche
  - S.A.I. l'archiduc Carl Christian et S.A.R. la princesse Marie Astrid, cousine germaine du marié
  - LL.AA.II. l'archiduc Siméon et l'archiduchesse María d'Autriche
  - LL.AA.II. l'archiduc Karl Peter et l'archiduchesse Alexandra d'Autriche
  - S.A.I. l'archiduchesse douairière Margherita d'Autriche-Este
  - S.A.I. l'archiduc Gerhard d'Autriche-Este
  - S.A.I. l'archiduc Martin d'Autriche-Este
- Bavière :
  - S.A.R. le duc François
  - LL.AA.RR. le duc Max Emmanuel et la duchesse de Bavière
  - S.A.R. la duchesse Hélène en Bavière
- Bulgarie :

LL.AA.RR. le prince Kardam et la princesse de Tarnovo 
- France :
  - S.A.R. le duc de Vendôme Jean d'Orléans
  - LL.AA.RR. le duc Eudes d'Orléans et la duchesse d'Angoulême
  - S.A.R. la princesse Napoléon, Alix de Foresta, veuve de Louis Napoléon
  - S.A.R. le prince Jérôme Napoléon
- Grèce : LL.MM. le roi Constantin II et la reine Anne-Marie
- Italie : 
  - LL.AA.RR. le prince Victor-Emmanuel et la princesse de Naples Marina
  - S.A.R. la princesse Marie-Gabrielle
- Portugal : S.A.R. le duc de Bragance Duarte
- Roumanie : LL.AA.RR. le roi  Michel Ier et la reine Anne
- Yougoslavie : S.A.R. le prince Dimitri

### Autres invités notables
- Pologne : Le président de la République de Pologne Aleksander Kwaśniewski et sa femme, Jolanta Kwaśniewska